# 加藤結衣
加藤 結衣（かとう ゆい、1993年12月16日 - ）は、日本のAV女優。ティーパワーズ所属。

## 略歴・人物
京都府出身。趣味は食べ歩き、特技は早口言葉。
2021年12月、SODクリエイトのレーベル「麗-KIREI SOD-」専属女優としてAVデビュー。
2022年10月よりアタッカーズ専属となる。

## 作品

### アダルトDVD
- 並外れたセックスの才能と知性がある元地方アナウンサー 2021年最後の逸材 加藤結衣 28歳 AV DEBUT（12月23日、SODクリエイト）

- エロの最高峰 性欲、開花する。情熱的に見つめ合って、超濃厚濃密 3SEX セックスの天才 加藤結衣（1月27日、SODクリエイト）
- 週に12回オナニーする痴女お姉さんがM男を自分専用自慰棒に育てて毎日使用…でも、あまりの高感度ペニスに改造されて気持ちよすぎて漏れまくり 元地方アナウンサー 加藤結衣 28歳（2月23日、SODクリエイト）
- 「もっと余韻を膣奥で感じたいから…」 中出し解禁 濃厚精子9発 セックスの天才 加藤結衣（3月24日、SODクリエイト）
- 空前絶後の至高筆おろし セックスの天才が究極の童貞卒業 手ほどき致します。（4月21日、SODクリエイト）
- ファミレスの面接にきたパートの美人妻と中出し不倫 『出勤するたびに、体の相性が抜群に良いキモ店長に中出しされています。』（5月26日、SODクリエイト）
- CA(キャビンアテンダント)で働く関西弁の結衣さんは、Mおじさんを焦らしまくって、痴女りまくり。 ルーインドオーガズムで何度も射精させています（6月23日、SODクリエイト）
- 「いいの…中に出して…」 妹の旦那を誘惑中出し淫姦。 ずっとがっちり密着SEXで離さない（7月21日、SODクリエイト）
- 悪質隣人クレーマーにイカされまくった欲求不満な美人妻。（11月1日、アタッカーズ）

- 射精したくてもさせてくれない僕を焦らして弄ぶ欲求不満なバイト先の人妻。 加藤結衣（3月7日、アタッカーズ）
- 大好きな夫をカラダで守ったのに… 加藤結衣（4月4日、アタッカーズ）
- 犯されてるのに、私なんで感じてるんだろう? 加藤結衣（5月2日、アタッカーズ）
- セクハラママさんバレー! 7 ハイレグブルマ姿の人妻9人が挑む過酷なエロトレーニング（12月5日、かぐや姫Pt/妄想族）

- 素人娘の全裸図鑑 33 今時の女の子12名が恥らいながら脱衣していく様子をじっくり撮影した、変態紳士のためのヘアヌードコレクション（1月23日、かぐや姫Pt/妄想族）
- 素人なのにディルドオナニーで激しく感じちゃう一般人娘 12（4月16日、かぐや姫Pt/妄想族）
- どこでもおしっこ! 素人娘の大放尿33人 スロー再生でじっくり鑑賞できるマニア向け映像 8（11月21日、かぐや姫Pt/妄想族）

### アダルトVR
2022年
- 顔を合わせる度に僕を誘うような目でいつも見てくるお隣に住むアナウンサー…すれ違いざまの至近距離で僕の耳元でささやき掛ける淫語でガチガチになったチンコを美味しそうにしゃぶりつくし!最高の気持ちよさで童貞を喪失させてくれる痴女アナウンサー（3月31日、SODクリエイト）
- 【進化型ハメ撮り】ウェアラブルVR 性の悦び知り尽くした至高のセフレ。 平日14時、濃密にカラダ貪りあう。 結衣 28歳（4月25日、SODクリエイト）※「結衣」名義

### イメージDVD
◎はBlu-ray版発売作品。
2022年
- Yui 深愛エスカレーション（4月21日、REbecca）◎
- Yui 2 Forbidden paradise（10月20日、REbecca）◎
- フィジカル 加藤結衣（2023年2月26日、スパークビジョン）◎

## 出演

### テレビ
- 魚拓と成瀬のツキとスッポンぽん #390,#391（2022年2月20日,27日、パチ・スロ サイトセブンTV）[4][5]

### ネット
- ★市川まさみのニコニコ生放送★ #45（2022年1月14日、ニコ生）[6]
- 中学時代にA○女優を反対された「加藤結衣」幼少期から母を心配させた振る舞いとは?幼稚園で一体何を?（2022年5月27日、はだかいっかん!/YouTube）
- アナウンサーならみんな出来る特技でご奉仕。加藤結衣が実践。誰もマネできないリップサービス。（2022年5月31日、はだかいっかん!/YouTube）

## 掲載

### 雑誌
- EX MAX! 2022年5月号（楽楽出版） - グラビア「#みっかい」、付録DVD出演
- 週刊アサヒ芸能 2022年4月28日号（徳間書店） - グラビア「28歳、ちょうどエロいい彼女です。」
- 臨時増刊 ラヴァーズ vol.25（大洋図書） - 袋とじ
- 週刊プレイボーイ No.41（集英社） - インタビュー「AV界の最新トレンド、ルーインドオーガズムってなんだ?」